# La Cortada dels Llucs
La Cortada dels Llucs és una masia de Santa Maria de Merlès (Berguedà) declarada bé cultural d'interès nacional.

## Descripció
Masia de planta rectangular amb coberta a doble vessant i el carener perpendicular a la façana. La masia està flanquejada per una massissa torre de defensa d'origen medieval i coberta a quatre vessants. La masia està reforçada per unes torratxes. Totes les portes són adovellades i les finestres tenen llindes massisses. Tot el recinte està envoltat per un mur i té la masoveria a tramuntana. L'eixida combina la pedra dels gruixuts pilars i la fusta de la balconada.

## Història
La Cortada del Llucs és una antiga masia del segle xvii ampliada al segle xviii. Els Cortada, residents a Vic, foren homes actius en totes les guerres de l'època moderna. Durant la Guerra de Successió, eren actius en el bàndol de l'arxiduc Carles d'Àustria. L'any 1714, acabada la guerra, la pubilla de la Cortada es casà amb Josep d'Oriola i de Guanter, de la casa pairal de Can Rama a Ripoll; s'ajuntaren així dos grans patrimonis. El descendent d'aquest matrimoni fou alcalde de Vic i mestrat de Ronda, cavaller de l'ordre de Carles III i cap polític liberal. Isabel II atorgà a la família el títol de comte de la Vall de Merlès, ostentat als anys 80 del segle XX pel propietari, Antoni Oriola-Cortada.